# Hewitt-Sperry Automatic Airplane
O Hewitt-Sperry Automatic Airplane foi um projeto empreendido durante a Primeira Guerra Mundial para desenvolver uma bomba voadora, ou aeronave não tripulada capaz de carregar explosivos até seu alvo. É considerado por alguns como um precursor do míssil de cruzeiro. Foi financiado pela Marinha dos EUA e criado por Elmer Sperry.

## Desenvolvimento conceitual
Antes da Primeira Guerra Mundial, a possibilidade de usar rádio para controlar aeronaves intrigava muitos inventores. Um deles, Elmer Sperry, conseguiu despertar o interesse da Marinha dos Estados Unidos. Sperry vinha aperfeiçoando giroscópios para uso naval desde 1896 e estabeleceu a Sperry Gyroscope Company em 1910. Em 1911, os aviões voavam há apenas oito anos, e ainda assim Sperry ficou intrigado com o conceito de aplicar controle por rádio a eles. Ele percebeu que para o controle por rádio ser eficaz, a estabilização automática seria essencial, então decidiu adaptar seus estabilizadores giroscópicos navais (que havia desenvolvido para destróiers).
Em 1913, a Marinha forneceu um hidroavião para testar e avaliar o piloto automático baseado em giroscópio. O filho de Sperry, Lawrence, serviu como engenheiro durante a fase de teste. Em 1914, Lawrence Sperry estava na Europa e observou as técnicas em desenvolvimento da guerra aérea, incluindo o uso de aeronaves. Em 1915, o New-York Tribune divulgou a notícia do projeto. Em 1916, os dois Sperrys juntaram-se a Peter Hewitt, um dos primeiros inventores de dispositivos relacionados ao rádio, para desenvolver um avião não tripulado carregado de explosivos.
Elmer Sperry e Hewitt serviram juntos no Naval Consulting Board, onde ambos eram membros do Comitê de Aeronáutica e Motores Aeronáuticos. Devido a essas conexões, eles conseguiram arranjar para que um representante do Bureau of Ordnance da Marinha, Tenente T. S. Wilkinson, examinasse o equipamento de controle que montaram. O sistema consistia em um estabilizador giroscópico, um giroscópio direcional, um barômetro aneroide para regular a altura, servo-motores para controle de lemes e ailerões, e um dispositivo para engrenagem de distância. Todos esses poderiam ser instalados em um avião que poderia ser catapultado ou voar da água, e subiria para uma altitude predeterminada, voaria um curso pré-definido, e após viajar uma distância pré-definida, largaria suas bombas ou mergulharia no solo. Wilkinson relatou que a arma não possuía um grau de precisão suficiente para atingir um navio, mas, devido ao seu alcance de 50 a 100 milhas (80 a 161 km), poderia ser de interesse para o Exército.

## Construção
No entanto, após a declaração de guerra dos EUA contra a Alemanha, Sperry começou a pressionar a Marinha para reconsiderar a ideia. O Naval Consulting Board o apoiou e formalmente solicitou ao Secretário da Marinha que destinasse $ 50 000 para o trabalho. O governo assim incluiu o desenvolvimento da bomba voadora ou torpedo aéreo em seus preparativos de guerra. O Senado chegou a estabelecer duas classes para o tipo de arma, uma para controle sem fio, a outra para operação completamente automática. A aprovação final veio em 17 de maio de 1917, e a Marinha concordou em fornecer cinco (depois aumentados para sete) hidroaviões Curtiss N-9 e comprar seis conjuntos do equipamento de controle automático da Sperry. O Secretário da Marinha Josephus Daniels concordou em gastar $ 200 000 no projeto, com o dinheiro sendo administrado pelo Bureau of Ordnance, o Bureau of Construction and Repair e o Bureau of Engineering. A operação foi estabelecida em Copiague, Long Island.
O equipamento do piloto automático já estava projetado, mas o sistema de controle por rádio não havia sido totalmente desenvolvido, então enquanto os hangares estavam sendo construídos em Copiague, Sperry voltou sua atenção para esse aspecto, comprando direitos de várias invenções patenteadas relacionadas ao rádio. Em última análise, porém, os sistemas de controle por rádio não foram usados no Hewitt-Sperry Automatic Airplane. Mais tarde, em 1922, o sistema foi instalado em vários aviões projetados por Verville junto com equipamentos para a divisão de engenharia dos Serviços Aéreos do Exército. Essas aeronaves atingiram com sucesso seus alvos de alcances de 30, 60 e 90 mi (145 km).

## Teste de voo
Os primeiros voos de teste de uma aeronave equipada com piloto automático foram em setembro de 1917, e ocorreram com um piloto humano a bordo para voar na decolagem. Em novembro, o sistema voou com sucesso a aeronave para seu alvo pretendido a um alcance de 30 mi (48,3 km), onde o equipamento de medição de distância largaria um saco de areia. A precisão ficou dentro de 2 mi (3,22 km) do alvo.
Tendo observado os voos de teste, o Vice-almirante Ralph Earle propôs um programa para eliminar a ameaça dos U-boats alemães, um elemento do qual era usar bombas voadoras, lançadas de navios da Marinha, para atacar as bases de submarinos em Wilhelmshaven, Cuxhaven e Heligoland. Em última análise, este plano foi rejeitado, mas tinha um elemento de profecia, pois em setembro de 1944, durante a Segunda Guerra Mundial, um B-24 modificado voando como drone atacou as instalações de submarinos em Heligoland. Não apenas a recomendação de Earle foi rejeitada, mas a Marinha declarou que embora o desenvolvimento do sistema fosse continuar, nenhum recurso de produção seria desviado para ele, e não deveria entrar em produção.

## Curtiss-Sperry Flying Bomb
Quando o programa de teste de voo N-9 começou, tornou-se aparente que uma fuselagem mais eficiente era necessária. Como as entregas de produção de guerra não podiam ser desviadas, um pedido especial e urgente foi feito com a Curtiss em outubro de 1917, para seis aviões de design único, com peso vazio de 500 lb (230 kg), velocidade máxima de 90 mph (140 km / h), alcance de 50 mi (80,5 km) e a capacidade de carregar até 1 000 lb (450 kg) de explosivos. Eles ficaram conhecidos como Curtiss-Sperry Flying Bomb. Como este deveria ser um design dedicado ao conceito de controle remoto, os aviões não foram equipados com assentos ou controles de piloto padrão. Nenhum teste de voo ou túnel de vento do design foi realizado antes do início da produção. O primeiro foi entregue em 10 de novembro.
Um dos desafios mais assustadores para os projetistas foi o mecanismo de lançamento. O conceito original vislumbrado por Hewitt e Sperry era um mecanismo de catapulta ou da água (os N-9s eram hidroaviões, a Flying Bomb não era). Para a Flying Bomb, foi decidido tentar lançá-la deslizando-a por um fio longo. Em novembro e dezembro de 1917, três tentativas foram feitas para lançar a Flying Bomb. No primeiro lançamento, uma asa foi danificada quando o avião desceu pelo fio, e no segundo, o avião se elevou do fio mas imediatamente mergulhou no solo. O método do fio foi então abandonado em favor de uma catapulta tradicional com uma pista de 150 ft (45,7 m), com energia obtida de um peso de 3 toneladas sendo derrubado de uma altura de 30 ft (9,14 m). Na terceira tentativa, o avião ficou para trás do carrinho, danificando a hélice, e o avião capotou sobre seu nariz. Mais duas tentativas em janeiro de 1918 viram o avião decolar, mas estava muito pesado na cauda, então estolou e caiu quase imediatamente.
Foi percebido que alguma avaliação de teste de voo das capacidades da aeronave era necessária. Um dos aviões foi então equipado com patins de trenó para o trem de pouso, um assento e manche de controle padrão, e Lawrence Sperry decidiu que ele seria o piloto de teste. Enquanto taxiava no gelo, ele atingiu alguma neve grudenta e destruiu o avião, embora Sperry não tenha se machucado. Um segundo avião foi equipado, e Sperry conseguiu colocá-lo no ar, mas perdeu o controle quando o piloto automático foi acionado. Após dois rolamentos completos, Sperry conseguiu recuperar o controle e pousar com segurança.
Claramente, porém, mais atenção ao teste de voo do design básico era necessária, particularmente na área de qualidades de manuseio. Sperry e seu assistente, N. W. Dalton, obtiveram um automóvel Marmon, e montaram a Curtiss-Sperry Flying Bomb no topo dele. Nesta configuração, Sperry e sua equipe dirigiram pela Long Island Motor Parkway a 80 mph (130 km / h), um dos primeiros exemplos de um túnel de vento ao ar livre, e ajustaram os controles de voo para o que pensavam serem as configurações ótimas. O design da fuselagem foi ligeiramente alterado, alongando-a por dois pés.
O Marmon não era apenas uma excelente maneira de ajustar os controles de voo, foi percebido que também seria uma boa plataforma de lançamento, e isso foi tentado em 6 de março de 1918. A aeronave deixou o carro limpa e voou em voo estável pelas 1 000 yd (914 m) que o equipamento de medição de distância havia sido configurado. Pela primeira vez na história, um veículo não tripulado, mais pesado que o ar, havia voado em voo controlado.
O feito, no entanto, não pôde ser duplicado, e pensou-se que a estrada estava muito rugosa. O Marmon foi equipado com rodas de trem, e um ramal não utilizado da Long Island Rail Road, 4 mi (6,44 km) a leste de Farmingdale, New York, foi colocado de volta em serviço. Na primeira tentativa, antes que a velocidade total de voo fosse alcançada, a aeronave desenvolveu sustentação suficiente para levantar as rodas dianteiras dos trilhos, e outro acidente resultou. Era hora de repensar o sistema de catapulta, e para ajudar a projetá-lo, Sperry e Hewitt contrataram um jovem e promissor engenheiro chamado Carl Norden. A primeira tentativa com o novo sistema foi em agosto de 1918, e também resultou em acidente. Mais dois testes foram tentados, com o pacote de estabilização que havia sido projetado para a Flying Bomb substituído pelo sistema de quatro giroscópios usado anteriormente nos testes N-9, mas o resultado foi novamente uma decepção, com voos muito curtos terminando em acidentes. No último, em 26 de setembro, a Flying Bomb subiu direto por cerca de cem jardas, então entrou em um mergulho em espiral e caiu. Este foi o voo final para a Curtiss-Sperry Flying Bomb, pois todas as fuselagens utilizáveis haviam sido consumidas em acidentes, e não restava confiança no design. Sperry e Hewitt retornaram ao N-9.

## Retorno do N-9
Os Sperrys construíram um túnel de vento no Washington Navy Yard e realizaram uma série de testes no N-9, ajustando finamente o design. Em 17 de outubro, um N-9 não tripulado foi lançado usando o novo sistema de catapulta Norden. Saiu limpo da pista, subiu constantemente e voou dentro de 2° da linha de voo pretendida. O equipamento de distância havia sido configurado para um voo de 8 mi (12,9 km), mas de alguma forma funcionou mal. Quando visto pela última vez, o N-9 estava navegando sobre a Bayshore Air Station a cerca de 4 000 ft (1 220 m), indo para o leste. Nunca foi visto novamente.
Apesar do sucesso do equipamento de estabilização, havia dúvida na Marinha sobre o programa, e eles pediram a Carl Norden para revisar os componentes da Sperry e recomendar melhorias. A marinha estava, agora, satisfeita com o conceito, e estava contemplando comprar tal equipamento por conta própria, separado dos Sperrys. Elmer Sperry tentou despertar entusiasmo novamente, chamando o conceito da bomba voadora de "a arma do futuro". Isso foi em vão, no entanto. A Primeira Guerra Mundial chegou ao fim quando o Armistício foi assinado em 11 de novembro de 1918. Quase cem voos haviam sido realizados no N-9, mas quase todos estes foram nos N-9s e tinham um piloto de segurança a bordo. A Marinha assumiu controle completo do programa da Sperry, marcando o fim do Hewitt-Sperry Automatic Airplane.

## Sucessores
Durante os primeiros anos do pós-guerra, a Marinha patrocinou projetos similares. Para o primeiro programa, aeronaves Witteman-Lewis e giroestabilizadores projetados por Norden foram usados, mas os resultados não foram melhores que aqueles alcançados pelos Sperrys. Em 1921, o programa foi reorientado para focar no aspecto do controle por rádio. O equipamento de controle foi desenvolvido no laboratório de rádio na NAS Anacostia (mais tarde o Naval Research Laboratory). Em 1923, os testes começaram e foram relativamente bem-sucedidos, mas o interesse diminuiu e o projeto foi abandonado em 1925. Mais de uma década deveria passar antes que a Marinha seriamente empreendesse o desenvolvimento de drones-alvo e aeronaves não tripuladas.